# هاجیمه ایشی
هاجیمه ایشی (انگلیسی: Hajime Ishii؛ زادهٔ ۱۷ اوت ۱۹۳۴) سیاستمدار اهل ژاپن است که عضو مجلس نمایندگان ژاپن بوده‌است.